# Ральф Кубайль
Ральф Кубайль (нім. Ralph Kubail, 30 квітня 1952 — 15 серпня 1981) — німецький академічний веслувальник.
Бронзовий призер Олімпійських Ігор 1976 року в складі розпашної четвірки зі стерновим.
Бронзовий призер Чемпіонату світу 1974, 1975 років у складі розпашної четвірки зі стерновим.